# Synodontis ansorgii
Synodontis ansorgii är en fiskart som beskrevs av Boulenger, 1911. Synodontis ansorgii ingår i släktet Synodontis och familjen Mochokidae. IUCN kategoriserar arten globalt som livskraftig. Inga underarter finns listade i Catalogue of Life.